# Kaillie Humphries
Pour les articles homonymes, voir Humphries.
Kaillie Humphries, née le 4 septembre 1985 à Calgary, est une bobeuse américano-canadienne en tant que pilote après avoir été freineuse. Au cours de sa carrière, elle a notamment remporté la médaille d'argent lors de l'épreuve mixte des Championnats du monde 2008 à Altenberg, également sa meilleure performance au classement général de la Coupe du monde est une seconde place en 2010 derrière l'Allemande Sandra Kiriasis. Elle est la championne olympique en titre du bob à 2 avec sa partenaire Heather Moyse sur la piste de Whistler. Elle a raflé aussi deux titres mondiaux consécutifs en 2012 et 2013, avec respectivement Jennifer Ciochetti et Chelsea Valois. Elle conserve son titre olympique avec Heather Moyse lors des Jeux de Sotchi 2014. Kaillie Humphries qui concoure désormais pour les États-Unis, remporte une troisième médaille d'or et devient la première championne olympique de la nouvelle discipline du monobob, le 15 février 2022 à Pékin.

## Biographie

### Carrière
Freineuse d'Helen Upperton à partir de 2005, elle est victime d'une blessure à la cheville qui l'éloigne de la compétition. À son retour, elle ne reprend pas sa place au côté d'Upperton et ne participe donc pas aux épreuves olympiques de 2006. À partir de la saison 2007, elle devient alors pilote, elle brille en Coupe d'Europe (antichambre de la Coupe du monde) et décroche une médaille d'argent aux Championnats du monde juniors. Elle rejoint la Coupe du monde en 2008 et incorpore rapidement le Top 5 mondial, et surtout décroche la médaille d'argent lors de l'épreuve mixte aux Championnats du monde 2008 à Altenberg.
En 2009, elle confirme, restant dans le top 10 mondial et avec une cinquième place aux mondiaux de bob à 2 féminin. Elle est alors dans l'optique des épreuves olympiques de 2010 de Vancouver l'une des chances canadiennes, elle remporte la médaille d'or à domicile.
En 2010, elle se prépare dans l'optique des Jeux olympiques d'hiver de Vancouver mais dont les épreuves de bobsleigh se déroulent à Whistler. En coupe du monde qui précède les JO, elle monte à quatre reprises sur le podium sur les huit étapes dont notamment une victoire à Altenberg. Ses bonnes performances en coupe du monde lui permettent de terminer à la seconde place au général derrière l'Allemande Sandra Kiriasis et devant Cathleen Martini, et la placent dans une position de favorite pour une médaille olympique.
En 2014, elle est élue athlète canadienne de l'année (hommes et femmes confondues) pour avoir notamment conservé son titre olympique sur le bob à deux.
Elle obtient la citoyenneté américaine en décembre 2021, lui permettant de participer aux Jeux olympiques d'hiver de 2022 avec la délégation des États-Unis. Le 15 février 2022, elle s'adjuge sa troisième médaille d'or aux Jeux en remportant la nouvelle compétition inscrite au programme : le monobob, une épreuve qu'elle mène de la première à la quatrième manche.

### Vie privée
Son mari, Dan Humphries est aussi un bobeur de haut niveau puisqu'il participe au bob à 4 de l'équipe canadienne menée par Lyndon Rush.

## Palmarès

### Jeux Olympiques
- : médaillée d'or en bob à 2 aux JO 2010.
- : médaillée d'or en bob à 2 aux JO 2014.
- : médaillée d'or en monobob aux JO 2022.
- : médaillée de bronze en bob à 2 aux JO 2018.

### Championnats monde
- : médaillé d'or en bob à 2 aux championnats monde de 2012, 2013, 2020 et 2021.
- : médaillé d'or en monobob aux championnats monde de 2021.
- : médaillé d'argent en bob à 2 aux championnats monde de 2016 et 2017.
- : médaillé d'argent en monobob aux championnats monde de 2023.
- : médaillé d'argent en équipe mixte aux championnats monde de 2008.
- : médaillé de bronze en bob à 2 aux championnats monde de 2011 et 2023.
- : médaillé de bronze en équipe mixte aux championnats monde de 2011, 2012, 2013 et 2015.

### Coupe du monde
- 6 globe de cristal : 
  - Vainqueur du classement monobob en 2023.
  - Vainqueur du classement bob à 2 en 2013, 2014, 2016 et 2018.
  - Vainqueur du classement combiné en 2023.
- 70 podiums : 
  - en bob à 2 : 30 victoires, 13 deuxièmes places et 20 troisièmes places.
  - en monobob : 4 victoires, 2 deuxièmes places et 2 troisièmes places.
- 4 podiums en équipe mixte : 1 victoire, 2 deuxièmes places et 1 troisièmes places.

#### Détails des victoires en Coupe du monde
| Édition   | Bob à 2                                                       | Monobob                        |
| 2009-2010 | Altenberg                                                     |                                |
| 2011-2012 | La Plagne Whistler Calgary                                    |                                |
| 2012-2013 | Lake Placid Park City Whistler Winterberg La Plagne Königssee |                                |
| 2013-2014 | Calgary Lake Placid Saint-Moritz                              |                                |
| 2015-2016 | Altenberg Königssee Park City Whistler                        |                                |
| 2016-2017 | Whistler Altenberg                                            |                                |
| 2017-2018 | Lake Placid Whistler Altenberg                                |                                |
| 2019-2020 | Lake Placid x2 Königssee Saint-Moritz                         |                                |
| 2020-2021 | Igls Altenberg                                                |                                |
| 2022-2023 | Lake Placid Altenberg                                         | Park City Altenberg x2 Sigulda |